# Torino Football Club 2015-2016
Questa voce raccoglie le informazioni riguardanti il Torino Football Club nelle competizioni ufficiali della stagione 2015-2016.

## Stagione

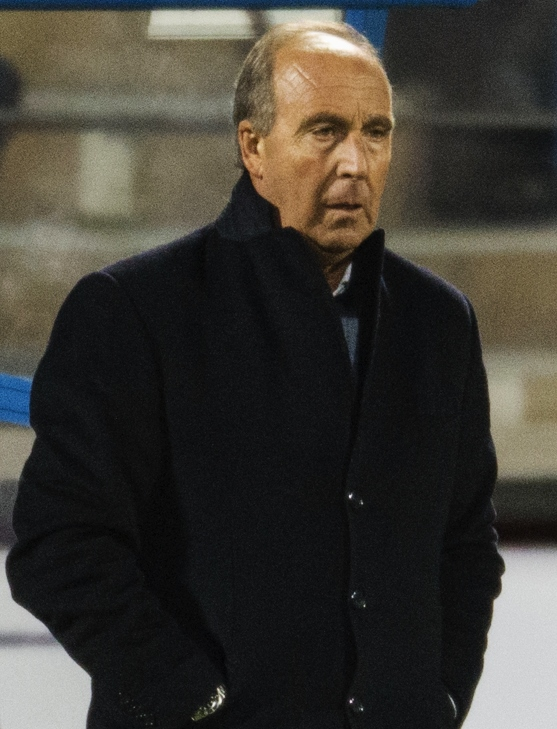
Gian Piero Ventura, alla quinta e ultima stagione sulla panchina granata

L'11 luglio la dirigenza comunica di aver ceduto Matteo Darmian al Manchester United, dopo questa cessione la società torinese si muoverà molto sul mercato. Il primo impegno stagionale è il terzo turno di Coppa Italia contro il Pescara, terminato col punteggio di 4-1 per i granata.
Il 17 ottobre, esattamente 89 anni dopo la prima inaugurazione, si tiene la cerimonia di posa della prima pietra del cantiere di ricostruzione del demolito Stadio Filadelfia, ma riadattato a centro d'allenanento. Il 3 dicembre, nell'occorrenza del 109º anniversario della società, viene installato un leggìo commemorativo del Grande Torino presso l'ingresso del Palazzo Valperga Galleani (sede societaria dal 1929 al 1962).
Il 14 dicembre la formazione Primavera riceve il premio di Miglior squadra piemontese dell'anno, conferitole dalla giuria dell'Unione stampa sportiva italiana Subalpina – gruppo "Ruggero Radice". Il 18 dicembre al club granata è riconosciuta la Menzione d'Onore del Premio Fair Play Finanziario Sporteconomy. Il 21 dicembre presso la Sala Rossa del consiglio comunale di Torino si è svolta la cerimonia di conferimento della cittadinanza onoraria allo scomparso Don Aldo Rabino, storico cappellano torinista. L'8 marzo la società si aggiudica in concessione ventennale lo storico centro sportivo "Robaldo" di Mirafiori Sud, al confine col comune di Nichelino; l'impianto sarà destinato alle squadre del vivaio.
Tra fine marzo e inizio aprile viene lanciata una petizione online per richiedere l'intitolazione dello stadio Olimpico al Grande Torino e l'illuminazione di granata della Mole Antonelliana ogni 4 maggio (giorno d'anniversario della tragedia di Superga), che in meno di tre settimane riesce a superare le diecimila adesioni: l'11 aprile il sindaco accoglie la richiesta d'illuminare la Mole, mentre il giorno dopo arriva l'approvazione da parte della commissione toponomastica del consiglio comunale della proposta d'initolare lo stadio agli Invincibili. La suddetta decisione viene ratificata dalla giunta il successivo 19 aprile. La ridenominazione è avvenuta senza rimuovere l'intitolazione ai XX Giochi olimpici invernali del 2006.

## Divise e sponsor
| Casa | Trasferta | Terza |

Lo sponsor tecnico per la stagione è Kappa, per l'ottava stagione consecutiva. Il marchio automobilistico Suzuki è il nuovo main sponsor societario, presente sulle divise di gioco col logo della Suzuki Vitara; la testata sportiva irlandese Balls.ie ha giudicato la terza maglia stagionale come la più sexy d'Europa.

## Organigramma societario
Dal sito internet della società:
Consiglio di Amministrazione
- Presidente: Urbano Cairo
- Vice Presidente: Giuseppe Cairo
- Consiglieri: Giuseppe Ferrauto, Uberto Fornara, Marco Pompignoli

Area organizzativa
- Direttore generale: Antonio Comi
- Direttore sportivo: Gianluca Petrachi
- Team Manager: Giacomo Ferri

Area Tecnica
- Allenatore: Gian Piero Ventura
- Allenatore in seconda: Salvatore Sullo
- Allenatore dei portieri: Giuseppe Zinetti
- Preparatori atletici: Alessandro Innocenti, Paolo Solustri
- Preparatore tecnico: Louis Rodoni Iribarnegaray

Segreteria
- Segretario Generale: Pantaleo Longo
- Segreteria: Sonia Pierro

Area Commerciale e Progetti Speciali
- Direzione Commerciale: Cairo Pubblicità

Area Marketing e Comunicazione
- Responsabile Marketing, New Media e Relazioni esterne: Alberto Barile
- Responsabile Ufficio Stampa: Piero Venera
- Ufficio Stampa: Andrea Canta

Area Amministrativa
- Direttore Amministrativo: Luca Boccone

Area sanitaria
- Responsabile Sanitario: Gianfranco Albertini
- Medico Sociale: Marco Salvucci
- Fisioterapista: Eugenio Piccoli
- Massofisioterapisti: Silvio Fortunato, Andrea Orvieto
- Fisioterapista - Osteopata: Massimiliano Greco

Area Stadio Olimpico, Biglietteria e Club
- Responsabile e Delegato Stadio: Fabio Bernardi
- Addetto Biglietteria: Dario Mazza

Dirigente Addetto agli Arbitri
- Dirigente Addetto agli Arbitri: Paolo Ravizza

Magazzino
- Magazzinieri Prima Squadra: Giuseppe Fioriti, Marco Pasin, Antonio Vigato.

## Rosa
| N. |                      | Ruolo | Calciatore         |
| -- | -------------------- | ----- | ------------------ |
| 1  | Italia (bandiera)    | P     | Daniele Padelli    |
| 3  | Italia (bandiera)    | D     | Cristian Molinaro  |
| 4  | Nigeria (bandiera)   | C     | Joel Obi           |
| 5  | Italia (bandiera)    | D     | Cesare Bovo        |
| 6  | Ghana (bandiera)     | C     | Afriyie Acquah     |
| 7  | Italia (bandiera)    | D     | Davide Zappacosta  |
| 8  | Svezia (bandiera)    | C     | Alexander Farnerud |
| 9  | Italia (bandiera)    | A     | Andrea Belotti     |
| 10 | Italia (bandiera)    | A     | Ciro Immobile      |
| 11 | Argentina (bandiera) | A     | Maxi López         |
| 13 | Italia (bandiera)    | P     | Luca Castellazzi   |
| 14 | Italia (bandiera)    | C     | Alessandro Gazzi   |
| 15 | Italia (bandiera)    | C     | Marco Benassi      |
| 16 | Italia (bandiera)    | C     | Daniele Baselli    |
| 17 | Venezuela (bandiera) | A     | Josef Martínez     |
| 18 | Svezia (bandiera)    | D     | Pontus Jansson     |

| N. |                                 | Ruolo | Calciatore             |
| -- | ------------------------------- | ----- | ---------------------- |
| 19 | Serbia (bandiera)               | D     | Nikola Maksimović      |
| 20 | Italia (bandiera)               | C     | Giuseppe Vives         |
| 21 | Uruguay (bandiera)              | D     | Gastón Silva           |
| 22 | Italia (bandiera)               | A     | Amauri                 |
| 23 | Senegal (bandiera)              | P     | Lys Gomis              |
| 23 | Bosnia ed Erzegovina (bandiera) | C     | Sanjin Prcić           |
| 24 | Italia (bandiera)               | D     | Emiliano Moretti       |
| 25 | Polonia (bandiera)              | D     | Kamil Glik (capitano)  |
| 26 | Brasile (bandiera)              | D     | Danilo Fernando Avelar |
| 27 | Italia (bandiera)               | A     | Fabio Quagliarella     |
| 28 | Uruguay (bandiera)              | P     | Salvador Ichazo        |
| 29 | Serbia (bandiera)               | C     | Alen Stevanović        |
| 33 | Brasile (bandiera)              | D     | Bruno Peres            |
| 44 | Ucraina (bandiera)              | D     | Vasyl' Pryjma          |
| 96 | Italia (bandiera)               | D     | Valerio Mantovani      |
| 97 | Italia (bandiera)               | D     | Andrea Morello         |

## Calciomercato

### Sessione estiva(dal 1º/7 al 31/8)
| Acquisti         | Acquisti               | Acquisti         | Acquisti                                   |
| R.               | Nome                   | da               | Modalità                                   |
| ---------------- | ---------------------- | ---------------- | ------------------------------------------ |
| P                | Vlada Avramov          | Atalanta         | fine prestito                              |
| P                | Alfred Gomis           | Avellino         | fine prestito                              |
| P                | Lys Gomis              | Trapani          | fine prestito                              |
| P                | Salvador Ichazo        | Danubio          | riscatto prestito (1,2 milioni €)          |
| D                | Danilo Fernando Avelar | Cagliari         | definitivo (2,5 milioni €)                 |
| D                | Marko Vešović          | Rijeka           | fine prestito                              |
| D                | Davide Zappacosta      | Atalanta         | definitivo (5,5 milioni €)                 |
| C                | Afriyie Acquah         | Hoffenheim       | definitivo (2,8 milioni €)                 |
| C                | Daniele Baselli        | Atalanta         | definitivo (4,5 milioni €)                 |
| C                | Marco Benassi          | Inter            | riscatto compartecipazione (3,5 milioni €) |
| C                | Joel Obi               | Inter            | definitivo (2,3 milioni €)                 |
| C                | Sanjin Prcić           | Rennes           | prestito con diritto di riscatto           |
| C                | Alen Stevanović        | Spezia           | fine prestito                              |
| C                | Sergiu Suciu           | Crotone          | fine prestito                              |
| A                | Andrea Belotti         | Palermo          | definitivo (7,5 milioni €)                 |
| A                | Marcelo Larrondo       | Tigre            | fine prestito                              |
| Altre operazioni |                        |                  |                                            |
| R.               | Nome                   | da               | Modalità                                   |
| D                | Antonio Barreca        | Cittadella       | fine prestito                              |
| D                | Alessio Benedetti      | Vicenza          | definitivo                                 |
| D                | Lorenzo Carissoni      | Ponte San Pietro | definitivo                                 |
| D                | Marco Chiosa           | Avellino         | fine prestito                              |
| D                | Luca Santomauro        | Empoli           | prestito                                   |
| D                | Edoardo Stanghellini   | Chievo           | definitivo                                 |
| C                | Mattia Aramu           | Trapani          | fine prestito                              |
| C                | Mirko Bortoletti       | Pistoiese        | prestito                                   |
| C                | Evans Osei             | Juve Stabia      | prestito                                   |
| A                | Elia Bortoluz          | Cittadella       | definitivo                                 |
| A                | Manuel De Luca         | Südtirol         | riscatto prestito                          |
| A                | Vittorio Parigini      | Perugia          | fine prestito                              |

| Cessioni         | Cessioni            | Cessioni        | Cessioni                                          |
| R.               | Nome                | a               | Modalità                                          |
| ---------------- | ------------------- | --------------- | ------------------------------------------------- |
| P                | Vlada Avramov       | -               | svincolato                                        |
| P                | Alfred Gomis        | Cesena          | prestito con diritto di riscatto e controriscatto |
| P                | Lys Gomis           | Frosinone       | prestito con diritto di riscatto                  |
| D                | Matteo Darmian      | Manchester Utd  | definitivo (18 milioni €)                         |
| D                | Salvatore Masiello  |                 | svincolato                                        |
| D                | Marko Vešović       | Spezia          | definitivo (0,3 milioni €)                        |
| C                | Migjen Basha        |                 | svincolato                                        |
| C                | Álvaro González     | Lazio           | fine prestito                                     |
| C                | Omar El Kaddouri    | Napoli          | fine prestito                                     |
| C                | Alen Stevanović     |                 | svincolato                                        |
| C                | Sergiu Suciu        | Lecce           | prestito con riscatto                             |
| C                | Simone Verdi        | Milan           | riscatto compartecipazione (0,5 milioni €)        |
| A                | Paulo Vitor Barreto |                 | svincolato                                        |
| A                | Marcelo Larrondo    | Rosario Central | definitivo (0,5 milioni €)                        |
| Altre operazioni |                     |                 |                                                   |
| R.               | Nome                | a               | Modalità                                          |
| D                | Antonio Barreca     | Cagliari        | prestito con diritto di riscatto e controriscatto |
| D                | Kevin Bonifazi      | Benevento       | prestito                                          |
| D                | Marco Chiosa        | Avellino        | prestito con diritto di riscatto                  |
| D                | Matteo Fissore      | Fidelis Andria  | prestito                                          |
| D                | Filippo Scaglia     | Cittadella      | riscatto compartecipazione                        |
| D                | Niccolò Sperotto    | Carpi           | riscatto compartecipazione                        |
| C                | Mattia Aramu        | Livorno         | prestito con diritto di riscatto                  |
| C                | Giovanni Graziano   | Renate          | prestito                                          |
| C                | Luca Parodi         | Ancona          | prestito                                          |
| C                | Federico Proia      | Pistoiese       | prestito                                          |
| C                | Ousseynou Thiao     | Cuneo           | prestito                                          |
| A                | Abou Diop           | Lecce           | prestito                                          |
| A                | Emmanuel Gyasi      | Carrarese       | prestito                                          |
| A                | Facundo Lescano     | Melfi           | prestito                                          |
| A                | Claudio Morra       | Fidelis Andria  | prestito                                          |
| A                | Vittorio Parigini   | Perugia         | prestito con diritti di riscatto e controriscatto |
| A                | Simone Rosso        | Brescia         | prestito con diritto di riscatto                  |

#### Trasferimenti dopo la sessione estiva
| Acquisti | Acquisti      | Acquisti | Acquisti   |
| R.       | Nome          | da       | Modalità   |
| -------- | ------------- | -------- | ---------- |
| D        | Vasyl' Pryjma |          | definitivo |

| Cessioni | Cessioni | Cessioni | Cessioni |
| R.       | Nome     | a        | Modalità |
| -------- | -------- | -------- | -------- |

### Sessione invernale(dal 4/1 al 1º/2)
| Acquisti         | Acquisti          | Acquisti          | Acquisti                                                       |
| R.               | Nome              | da                | Modalità                                                       |
| ---------------- | ----------------- | ----------------- | -------------------------------------------------------------- |
| C                | Juan Sánchez Miño | Estudiantes (LP)  | fine prestito                                                  |
| C                | Sergiu Suciu      | Lecce             | fine prestito                                                  |
| A                | Ciro Immobile     | Borussia Dortmund | prestito oneroso con diritto di riscatto (0,85 + 11 milioni €) |
| Altre operazioni |                   |                   |                                                                |
| R.               | Nome              | da                | Modalità                                                       |
| D                | Kevin Bonifazi    | Benevento         | fine prestito                                                  |
| A                | Facundo Lescano   | Melfi             | fine prestito                                                  |
| A                | Boubacar Traorè   | Tuttocuoio        | prestito con diritto di riscatto                               |

| Cessioni         | Cessioni           | Cessioni  | Cessioni                 |
| R.               | Nome               | a         | Modalità                 |
| ---------------- | ------------------ | --------- | ------------------------ |
| D                | Vasyl' Pryjma      | Frosinone | prestito                 |
| C                | Juan Sánchez Miño  | Cruzeiro  | prestito                 |
| C                | Sanjin Prcić       | Perugia   | prestito                 |
| C                | Sergiu Suciu       | Cremonese | prestito                 |
| A                | Fabio Quagliarella | Sampdoria | definitivo (3 milioni €) |
| Altre operazioni |                    |           |                          |
| R.               | Nome               | a         | Modalità                 |
| D                | Kevin Bonifazi     | Casertana | prestito                 |
| A                | Elia Bortoluz      | Vicenza   | prestito                 |
| A                | Facundo Lescano    | Monopoli  | prestito                 |
| A                | Claudio Morra      | Savona    | prestito                 |

#### Trasferimenti dopo la sessione invernale
| Acquisti | Acquisti  | Acquisti  | Acquisti      |
| R.       | Nome      | da        | Modalità      |
| -------- | --------- | --------- | ------------- |
| P        | Lys Gomis | Frosinone | fine prestito |

| Cessioni | Cessioni  | Cessioni  | Cessioni   |
| R.       | Nome      | a         | Modalità   |
| -------- | --------- | --------- | ---------- |
| P        | Lys Gomis | Timișoara | prestito   |
| A        | Amauri    |           | svincolato |

## Risultati

### Serie A

#### Girone di andata
| Arbitro: | Banti (Livorno) |

|            |           |                              |
| Soddimo 7’ | Marcatori | 59’ Quagliarella 64’ Baselli |

| Arbitro: | Tagliavento (Terni) |

|                                          |           |            |
| Moretti 68’ Quagliarella 69’ Baselli 77’ | Marcatori | 10’ Alonso |

| Arbitro: | Irrati (Pistoia) |

|                           |           |                        |
| Toni 49’ (rig.) Gómez 72’ | Marcatori | 66’ Baselli 73’ Acquah |

| Arbitro: | Giacomelli (Trieste) |

|                       |           |  |
| Quagliarella 18’, 24’ | Marcatori |  |

| Arbitro: | Celi (Bari) |

|            |           |  |
| Castro 75’ | Marcatori |  |

| Arbitro: | Mariani (Aprilia) |

|                                 |           |              |
| González 44’ (aut.) Benassi 48’ | Marcatori | 71’ González |

| Arbitro: | Russo (Nola) |

|                              |           |                  |
| Padelli 55’ (aut.) Matos 72’ | Marcatori | 75’ (rig.) López |

| Arbitro: | Gervasoni (Mantova) |

|             |           |           |
| Baselli 73’ | Marcatori | 63’ Bacca |

| Arbitro: | Mazzoleni (Bergamo) |

|                               |           |  |
| Lulić 40’ Anderson 70’, 90+4’ | Marcatori |  |

| Arbitro: | Chiffi (Padova) |

|                                                |           |                                 |
| López 28’ Zappacosta 35’ Tachtsidīs 89’ (aut.) | Marcatori | 26’, 90+4’ Laxalt 67’ Pavoletti |

| Arbitro: | Rocchi (Firenze) |

|                          |           |          |
| Pogba 19’ Cuadrado 90+3’ | Marcatori | 51’ Bovo |

| Arbitro: | Irrati (Pistoia) |

|  |           |               |
|  | Marcatori | 31’ Kondogbia |

| Arbitro: | Cervellera (Taranto) |

|  |           |          |
|  | Marcatori | 52’ Bovo |

| Arbitro: | Ghersini (Genova) |

|                         |           |  |
| Belotti 75’ Vives 90+2’ | Marcatori |  |

| Arbitro: | Damato (Barletta) |

|                    |           |            |
| López 90+4’ (rig.) | Marcatori | 83’ Pjanić |

| Arbitro: | Celi (Bari) |

|            |           |             |
| Acerbi 40’ | Marcatori | 22’ Belotti |

| Arbitro: | Gavillucci (Latina) |

|  |           |            |
|  | Marcatori | 41’ Perica |

| Arbitro: | Di Bello (Brindisi) |

|                        |           |                         |
| Insigne 16’ Hamšík 41’ | Marcatori | 33’ (rig.) Quagliarella |

| Arbitro: | Gervasoni (Mantova) |

|  |           |               |
|  | Marcatori | 55’ Maccarone |

#### Girone di ritorno
| Arbitro: | Irrati (Pistoia) |

|                                                 |           |                                |
| Immobile 9’ (rig.) Belotti 37’, 41’ Benassi 82’ | Marcatori | 33’ Sammarco 73’ (aut.) Avelar |

| Arbitro: | Mazzoleni (Bergamo) |

|                          |           |  |
| Iličič 24’ Rodríguez 83’ | Marcatori |  |

| Torino 31 gennaio 2016, ore 15:00 CET 22ª giornata | Torino            | 0 – 0 referto | Verona | Stadio Olimpico (15.838 spett.)\| Arbitro: \| Mariani (Aprilia) \| |
| Arbitro:                                           | Mariani (Aprilia) |               |        |                                                                    |

| Arbitro: | Guida (Torre Annunziata) |

|                        |           |                    |
| Muriel 66’ Soriano 84’ | Marcatori | 71’, 90+4’ Belotti |

| Arbitro: | Rocchi (Firenze) |

|             |           |                                   |
| Benassi 19’ | Marcatori | 34’ (aut.) Peres 72’ (rig.) Birsa |

| Arbitro: | Cervellera (Taranto) |

|              |           |                                              |
| Gilardino 2’ | Marcatori | 19’ (rig.), 69’ Immobile 31’ (aut.) González |

| Torino 21 febbraio 2016, ore 15:00 CET 26ª giornata | Torino              | 0 – 0 referto | Carpi | Stadio Olimpico (22.891 spett.)\| Arbitro: \| Gavillucci (Latina) \| |
| Arbitro:                                            | Gavillucci (Latina) |               |       |                                                                      |

| Arbitro: | Celi (Bari) |

|                  |           |  |
| L. Antonelli 45’ | Marcatori |  |

| Arbitro: | Massa (Imperia) |

|             |           |                   |
| Belotti 12’ | Marcatori | 78’ (rig.) Biglia |

| Arbitro: | Doveri (Roma) |

|                                              |           |                  |
| Cerci 20’ (rig.), 45+2’ (rig.) L. Rigoni 66’ | Marcatori | 4’, 15’ Immobile |

| Arbitro: | Rizzoli (Mirandola) |

|                    |           |                                       |
| Belotti 48’ (rig.) | Marcatori | 33’ Pogba 42’ Khedira 63’, 76’ Morata |

| Arbitro: | Guida (Torre Annunziata) |

|                   |           |                                 |
| Icardi 17’ (rig.) | Marcatori | 55’ Molinaro 73’ (rig.) Belotti |

| Arbitro: | Di Bello (Brindisi) |

|                     |           |              |
| Peres 35’ López 46’ | Marcatori | 82’ Cigarini |

| Arbitro: | Abisso (Palermo) |

|  |           |                      |
|  | Marcatori | 90+3’ (rig.) Belotti |

| Arbitro: | Calvarese (Teramo) |

|                                   |           |                                 |
| Manōlas 65’ Totti 86’, 89’ (rig.) | Marcatori | 35’ (rig.) Belotti 80’ Martínez |

| Arbitro: | Fabbri (Ravenna) |

|          |           |                                       |
| Peres 7’ | Marcatori | 2’ N. Sansone 75’ Peluso 90+4’ Trotta |

| Arbitro: | Mariani (Aprilia) |

|            |           |                                                      |
| Felipe 47’ | Marcatori | 12’ Jansson 45’ Acquah 50’, 83’ Martínez 56’ Belotti |

| Arbitro: | Damato (Barletta) |

|           |           |                          |
| Peres 66’ | Marcatori | 12’ Higuaín 20’ Callejón |

| Arbitro: | Saia (Palermo) |

|                             |           |         |
| Maccarone 12’ Zieliński 54’ | Marcatori | 56’ Obi |

### Coppa Italia

#### Turni preliminari
| Arbitro: | Massa (Imperia) |

|                                               |           |                   |
| Baselli 27’ Acquah 33’ López 67’ Martínez 73’ | Marcatori | 17’ (aut.) Ichazo |

| Arbitro: | Mariani (Aprilia) |

|                                            |           |              |
| Gazzi 3’ Moretti 13’ López 51’ Benassi 84’ | Marcatori | 68’ Cascione |

#### Fase finale
| Arbitro: | Doveri (Roma) |

|                                    |           |  |
| Zaza 28’, 51’ Dybala 73’ Pogba 82’ | Marcatori |  |

## Statistiche

### Statistiche di squadra
| Competizione | Punti | In casa | In casa | In casa | In casa | In casa | In casa | In trasferta | In trasferta | In trasferta | In trasferta | In trasferta | In trasferta | Totale | Totale | Totale | Totale | Totale | Totale | DR |
| Competizione | Punti | G       | V       | N       | P       | Gf      | Gs      | G            | V            | N            | P            | Gf           | Gs           | G      | V      | N      | P      | Gf     | Gs     | DR |
| ------------ | ----- | ------- | ------- | ------- | ------- | ------- | ------- | ------------ | ------------ | ------------ | ------------ | ------------ | ------------ | ------ | ------ | ------ | ------ | ------ | ------ | -- |
| Serie A      | 45    | 19      | 6       | 6       | 7       | 25      | 24      | 19           | 6            | 3            | 10           | 27           | 30           | 38     | 12     | 9      | 17     | 52     | 55     | -3 |
| Coppa Italia | -     | 2       | 2       | 0       | 0       | 8       | 2       | 1            | 0            | 0            | 1            | 0            | 4            | 3      | 2      | 0      | 1      | 8      | 6      | +2 |
| Totale       | -     | 21      | 8       | 6       | 7       | 33      | 26      | 20           | 6            | 3            | 11           | 26           | 34           | 41     | 14     | 9      | 18     | 60     | 61     | -1 |

### Andamento in campionato
| Giornata  | 1 | 2 | 3 | 4 | 5 | 6 | 7 | 8 | 9 | 10 | 11 | 12 | 13 | 14 | 15 | 16 | 17 | 18 | 19 | 20 | 21 | 22 | 23 | 24 | 25 | 26 | 27 | 28 | 29 | 30 | 31 | 32 | 33 | 34 | 35 | 36 | 37 | 38 |
| --------- | - | - | - | - | - | - | - | - | - | -- | -- | -- | -- | -- | -- | -- | -- | -- | -- | -- | -- | -- | -- | -- | -- | -- | -- | -- | -- | -- | -- | -- | -- | -- | -- | -- | -- | -- |
| Luogo     | T | C | T | C | T | C | T | C | T | C  | T  | C  | T  | C  | C  | T  | C  | T  | C  | C  | T  | C  | T  | C  | T  | C  | T  | C  | T  | C  | T  | C  | T  | T  | C  | T  | C  | T  |
| Risultato | V | V | N | V | P | V | P | N | P | N  | P  | P  | V  | V  | N  | N  | P  | P  | P  | V  | P  | N  | N  | P  | V  | N  | P  | N  | P  | P  | V  | V  | V  | P  | P  | V  | P  | P  |
| Posizione | 1 | 1 | 2 | 2 | 4 | 3 | 5 | 7 | 7 | 9  | 10 | 11 | 9  | 8  | 9  | 10 | 15 | 14 | 14 | 11 | 11 | 11 | 11 | 12 | 11 | 11 | 12 | 12 | 13 | 13 | 11 | 11 | 10 | 11 | 11 | 10 | 11 | 12 |

Legenda:

Luogo: C = Casa; T = Trasferta. Risultato: V = Vittoria; N = Pareggio; P = Sconfitta.

### Statistiche dei giocatori
| Giocatore       | Serie A  | Serie A | Serie A     | Serie A    | Coppa Italia | Coppa Italia | Coppa Italia | Coppa Italia | Totale   | Totale | Totale      | Totale     |
| Giocatore       | Presenze | Reti    | Ammonizioni | Espulsioni | Presenze     | Reti         | Ammonizioni  | Espulsioni   | Presenze | Reti   | Ammonizioni | Espulsioni |
| --------------- | -------- | ------- | ----------- | ---------- | ------------ | ------------ | ------------ | ------------ | -------- | ------ | ----------- | ---------- |
| A. Acquah       | 29       | 2       | 9           | 0          | 2            | 1            | 1            | 0            | 31       | 3      | 10          | 0          |
| Amauri          | 1        | 0       | 0           | 0          | 1            | 0            | 0            | 0            | 2        | 0      | 0           | 0          |
| D. Avelar       | 6        | 0(-1)   | 1           | 0          | 2            | 0            | 0            | 0            | 8        | 0      | 1           | 0          |
| D. Baselli      | 35       | 4       | 6           | 0          | 3            | 1            | 0            | 0            | 38       | 5      | 6           | 0          |
| A. Belotti      | 35       | 12      | 4           | 0          | 1            | 0            | 0            | 0            | 36       | 12     | 4           | 0          |
| M. Benassi      | 32       | 3       | 7           | 0          | 1            | 1            | 0            | 0            | 33       | 4      | 7           | 0          |
| C. Bovo         | 21       | 2       | 10          | 0          | 3            | 0            | 0            | 0            | 24       | 2      | 10          | 0          |
| L. Candellone   | 0        | 0       | 0           | 0          | -            | -            | -            | -            | 0        | 0      | 0           | 0          |
| L. Castellazzi  | 0        | 0       | 0           | 0          | 0            | 0            | 0            | 0            | 0        | 0      | 0           | 0          |
| S. Edera        | 2        | 0       | 0           | 0          | -            | -            | -            | -            | 2        | 0      | 0           | 0          |
| A. Farnerud     | 5        | 0       | 0           | 0          | -            | -            | -            | -            | 5        | 0      | 0           | 0          |
| A. Gazzi        | 15       | 0       | 4           | 0          | 2            | 1            | 0            | 0            | 17       | 1      | 4           | 0          |
| K. Glik         | 33       | 0       | 11          | 0          | 2            | 0            | 0            | 0            | 35       | 0      | 11          | 0          |
| S. Ichazo       | 3        | -5      | 0           | 0          | 3            | -6           | 0            | 0            | 6        | -11    | 0           | 0          |
| C. Immobile     | 14       | 5       | 2           | 0          | -            | -            | -            | -            | 14       | 5      | 2           | 0          |
| P. Jansson      | 7        | 1       | 1           | 0          | 2            | 0            | 0            | 0            | 9        | 1      | 1           | 0          |
| M. López        | 26       | 4       | 2           | 0          | 3            | 2            | 0            | 0            | 29       | 6      | 2           | 0          |
| N. Maksimović   | 16       | 0       | 3           | 0          | 0            | 0            | 0            | 0            | 16       | 0      | 3           | 0          |
| V. Mantovani    | 0        | 0       | 0           | 0          | -            | -            | -            | -            | 0        | 0      | 0           | 0          |
| J. Martinez     | 21       | 3       | 0           | 0          | 2            | 1            | 0            | 0            | 23       | 4      | 0           | 0          |
| C. Molinaro     | 27       | 1       | 4           | 1          | 2            | 0            | 2            | 1            | 29       | 1      | 6           | 2          |
| A. Morello      | 0        | 0       | 0           | 0          | -            | -            | -            | -            | 0        | 0      | 0           | 0          |
| E. Moretti      | 35       | 1       | 4           | 0          | 3            | 1            | 0            | 0            | 38       | 2      | 4           | 0          |
| J. Obi          | 10       | 1       | 1           | 1          | 1            | 0            | 0            | 0            | 11       | 1      | 1           | 1          |
| D. Padelli      | 35       | -50     | 3           | 0          | 0            | 0            | 0            | 0            | 35       | -50    | 3           | 0          |
| B. Peres        | 31       | 3(-1)   | 9           | 0          | 2            | 0            | 0            | 0            | 33       | 3      | 9           | 0          |
| S. Prcić        | 2        | 0       | 0           | 0          | 1            | 0            | 0            | 0            | 3        | 0      | 0           | 0          |
| V. Pryima       | 0        | 0       | 0           | 0          | 1            | 0            | 0            | 0            | 1        | 0      | 0           | 0          |
| F. Quagliarella | 16       | 5       | 0           | 0          | 2            | 0            | 0            | 0            | 18       | 5      | 0           | 0          |
| G. Silva        | 12       | 0       | 3           | 0          | 1            | 0            | 0            | 0            | 13       | 0      | 3           | 0          |
| A. Stevanović   | 0        | 0       | 0           | 0          | 0            | 0            | 0            | 0            | 0        | 0      | 0           | 0          |
| G. Vives        | 33       | 1       | 10          | 1          | 1            | 0            | 0            | 0            | 34       | 1      | 10          | 1          |
| D. Zappacosta   | 25       | 1       | 3           | 0          | 1            | 0            | 0            | 0            | 26       | 1      | 3           | 0          |

## Giovanili

### Piazzamenti
- Primavera:
  - Campionato: Semifinale.[82]
  - Coppa Italia: Ottavi di finale.
  - Supercoppa: Vincitore.
  - Torneo di Viareggio: Quarti di finale.
  - UEFA Youth League: Secondo turno.[83]

- Berretti:
  - Campionato: Finale.[82]
- Under-17:
  - Campionato:
- Campionato Nazionale Under-15:
  - Campionato: